# Molophilus micracanthus
Molophilus micracanthus là một loài ruồi trong họ Limoniidae. Chúng phân bố ở miền Australasia.